# 義重町

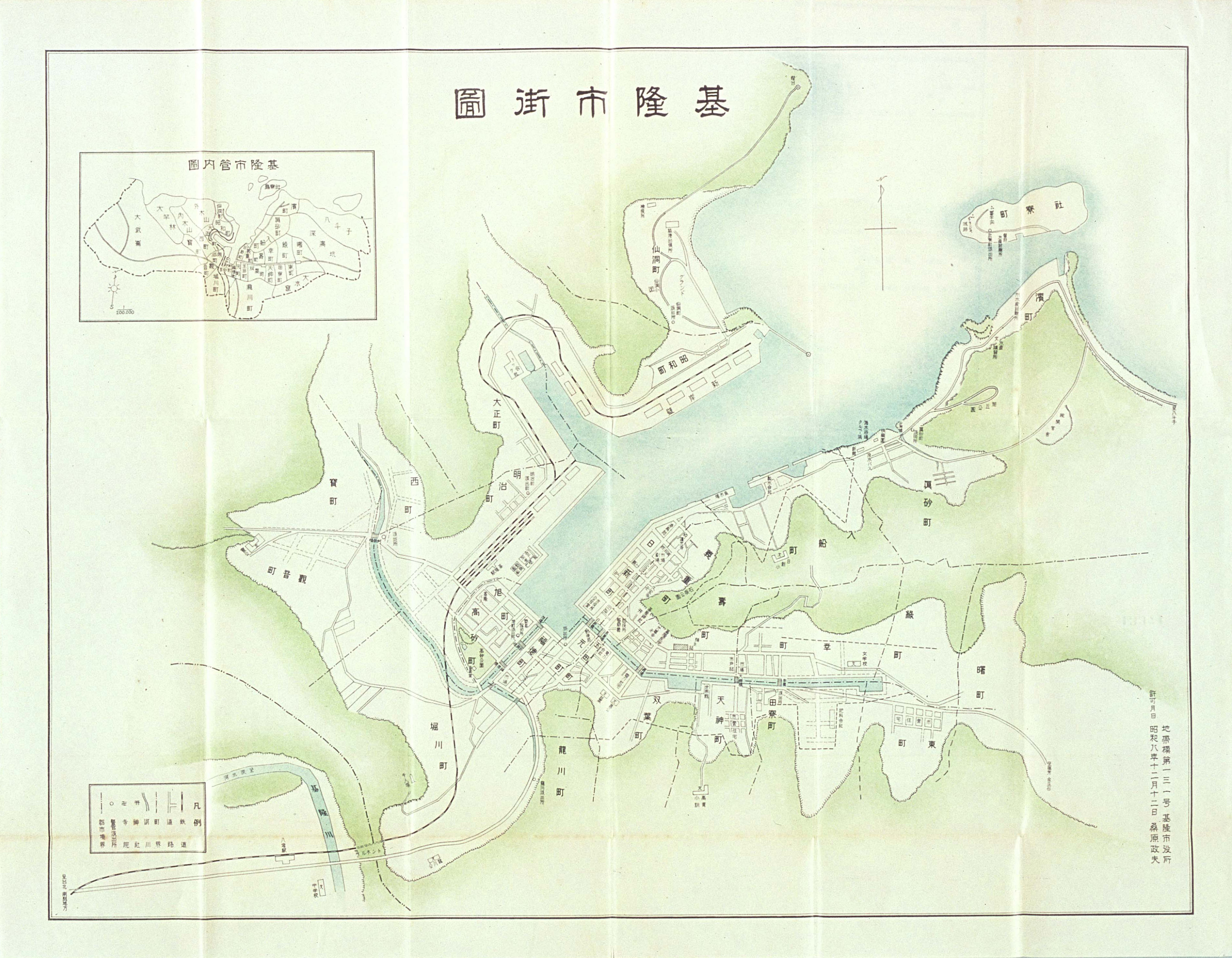
基隆市街圖

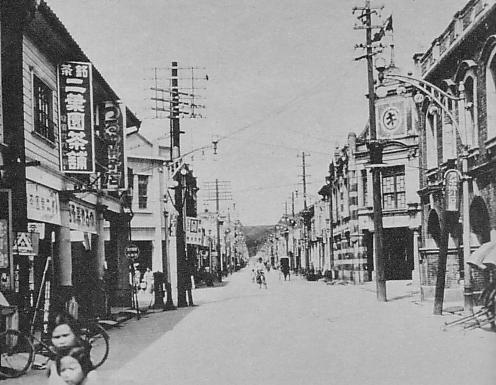
義重町，攝於日本時代

義重町是臺灣日治時期臺北州基隆市的一個町，名稱來自清朝時的「義重橋街」，1903年時先改為土名「義重橋」。1931年7月21日正式公告設置義重町，同年10月1日正式改制。1937年改名為中一區，1941年又改名為義重區。戰後隸屬第三區。今屬基隆市中正區德義里（一至三丁目）、正義里（三丁目及四丁目）、信義里（四丁目及五丁目）和義重里（六丁目），在地籍上約為忠義段的範圍。

## 歷史概述
1906年，第二期築港計畫將基隆內港的鱟公島、鱟母島移除、拉直基隆港，並以填海造陸、市區改正、引進町屋與棋盤式町割概念造就了義重町與日新町（今義二路與義一路）。
此區於日治時期為具備政治、商業機能的住商混和新興街道，不僅是當時基隆日籍居民最多、最密集的生活街區，更是臺灣土地建物株式會社一開始的成立主因，更是台灣罕見曾有計劃性的仿銀座煉瓦街興建歐洲型亭仔腳街屋的區域。也因此，義重町被譽為「基隆銀座」。

## 町內設施

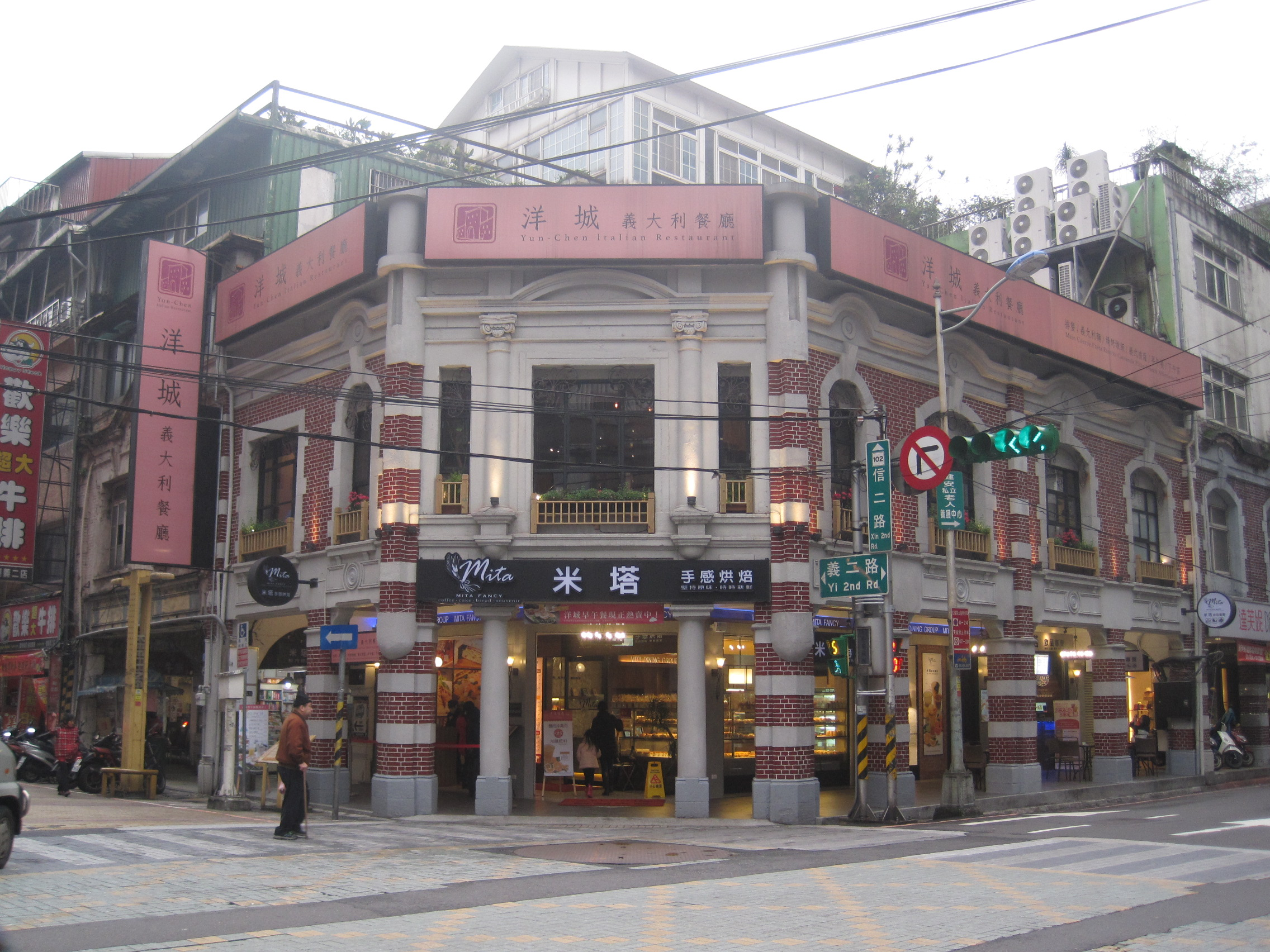
岸田吳服店今貌

一丁目
- 巴商會基隆支店
- 基隆市消防詰所
- 基隆郡役所（現 信二路公有停車場）

二丁目
- 松井吳服店
- 岸田吳服店
- 基隆警察署
- 基隆神社

三丁目
- 曹洞宗興國山久寶寺（現 基隆塔）

四丁目

五丁目
- 富貴食料品小賣市場（現 富貴市場）
- 富貴稻荷神社
- 基隆義重町郵便局
- 基隆公設質舖
- 淨土宗基隆山明照寺

六丁目
- 日蓮宗蓮光寺（現 哨船頭覺修宮）